# Jan Mekel
Prof. Dr Ir Johannes Antonius Alphonsus (Jan) Mekel (Bedum 22 december 1891 - Sachsenhausen 3 mei 1942) was een Nederlandse hoogleraar en een Nederlandse verzetsstrijder tijdens de Tweede Wereldoorlog

## Werkzaamheden

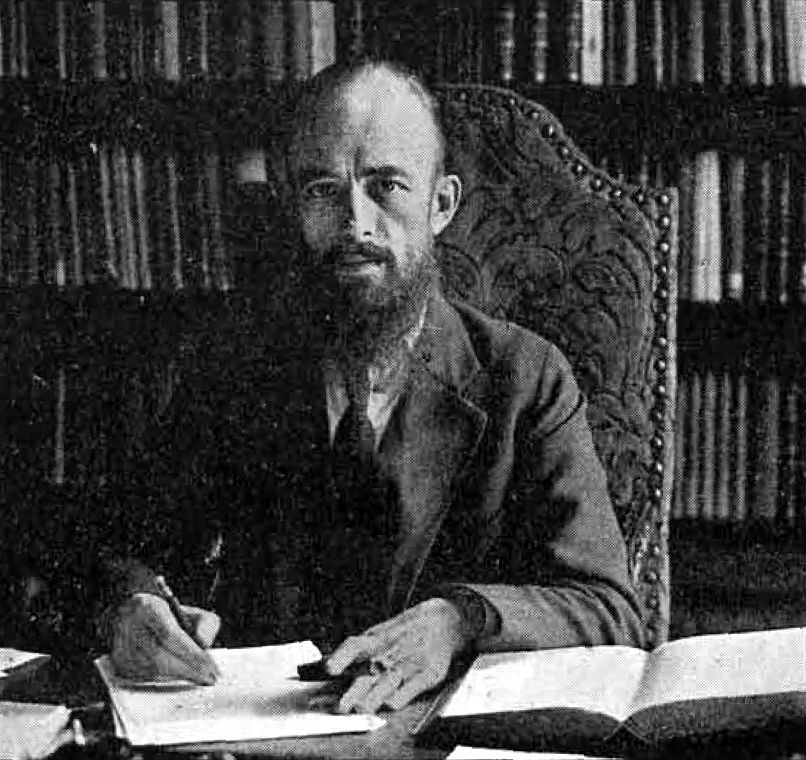
Prof.dr ir J.A.A. Mekel

Mekel was hoogleraar in de historische geologie en paleontologie. In 1929 werd hij als hoogleraar aan de Technische Hoogeschool, de latere TU Delft, aangesteld bij de faculteit mijnbouwkunde. 

In zijn vrije tijd hield Mekel zich bezig met muziek, literatuur, geschiedenis en theologie. Door zijn brede belangstelling verzamelde hij een kring van intellectuelen om zich heen, die regelmatig in zijn huis samenkwamen. Onder deze mensen bevonden zich onder andere Johan Brouwer, Anton van Duinkerken, Dirk Coster en L.J.M. Feber.

## Verzetswerk
Vlak na het begin van de Duitse bezetting in 1940 richtte Mekel een verzetsgroep op. De groep verzamelde informatie door spionage en speelde die door aan de Engelsen. De Mekel-groep stond los van de Ordedienst maar had wel contact met de groep rond een andere Delftse hoogleraar, Schoemaker.

## Verraad en overlijden

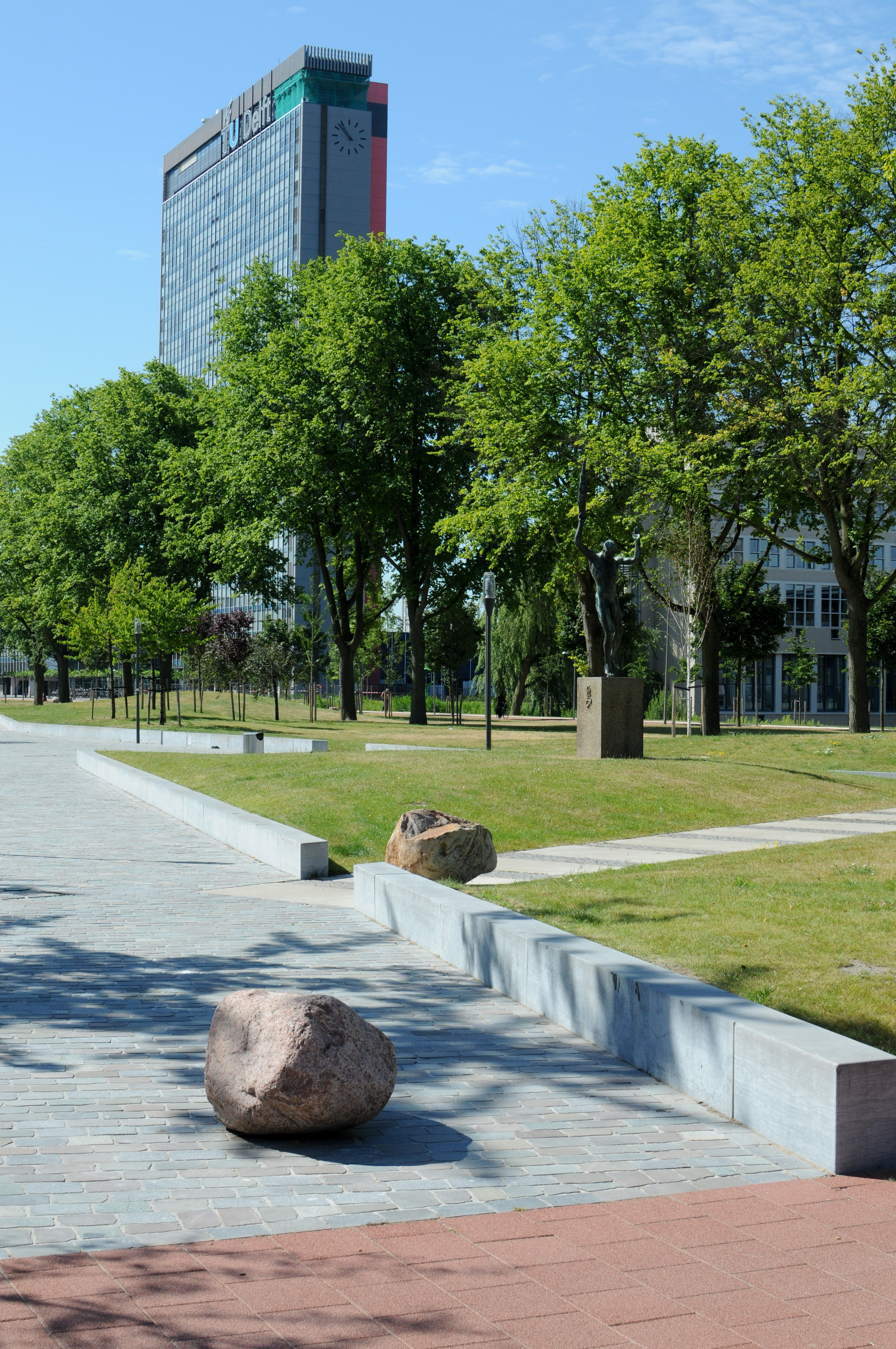
Mekelweg en Mekelpark in TU wijk naar Mekel vernoemd.

Na verraad binnen zijn groep door de negentienjarige Hugo de Man op 4 juli 1941 werd Mekel opgepakt. Tijdens het eerste OD-proces werd Mekel samen met 71 andere verzetsstrijders van de Ordedienst, de groep Schoemaker en zijn eigen groep ter dood veroordeeld. Op 3 mei 1942 werd Mekel in kamp Sachsenhausen geëxecuteerd.

## Decoratie
In 1946 werd aan Mekel bij Koninklijk Besluit postuum het Verzetskruis 1940-1945 toegekend: Voor onder gevaarlijke omstandigheden betoonden moed, inititatief, volharding, offervaardigheid en toewijding in den strijd tegen den overweldiger van de Nederlandsche onafhankelijkheid en voor het behoud van de geestelijke vrijheid, daarbij in hem eerende een der uitingsvormen van het verzet, dat in zijn veelzijdige activiteit van 15 Mei 1940 tot 5 Mei 1945 in stijgende mate den vijand heeft geschaad en op onvergetelijke wijze tot de bevrijding van het Vaderland heeft bijgedragen.